# Ма Сянбо
Ма Сянбо́ (кит. трад. 馬相伯) или Ма Лян (кит. упр. 马良 17 апреля 1840 — 1939) — член монашеского ордена иезуитов, китайский учёный и педагог конца династии Цин и Китайской Республики. Ма Сянбо известен как основатель университета Аврора, Фуданьского и Пекинского католического университетов.

## Биография
Ма Сянбо родился в 1840 году в провинции Цзянсу в католической семье. В возрасте 11 лет Ма Сянбо поступил в иезуитский колледж святого Игнатия Лойолы в Шанхае. После окончания школы остался в ней преподавать до 1870 года астрономию и математику. В 1870 году Ма Сянбо вступил в монашеский орден иезуитов. В этом же году Ма Сянбо был рукоположен в священника. В 1887—1888 гг. он посетил Францию для изучения европейской системы образования. После возвращения из Европы Ма Сянбо стал заниматься формированием высшего образования в Китае.
Ма Сянбо умер в 1939 году почти в столетнем возрасте в изгнании в Тонкин, Вьетнам.

## Деятельность
В 1903 году иезуиты предоставили ему помещение, в котором Ма Сянбо основал образовательное учреждение для двадцати четырёх студентов. В этой школе, которая стала основой университета Авроры, изучались философия, математика и естественные науки. В 1905 году в этой школе уже было около ста студентов. Вместе с иезуитом Франсуа Перреном в 1905 году Ма Сянбо основал Фуданьскую публичную школу, которая впоследствии стала Фуданьским университетом. В 1911 году в Пекине Мао Сянбо основал Католический университет, который после прихода к власти коммунистов в 1949 году перебазировался на Тайвань и стал называться как университет Фужэнь.

## Семья
Младший брат Ма Сянбо, Ма Цзяньчжун 馬建忠 (1845-1900), был крупным чиновником и интеллектуалом. Предполагается, что Сянбо участвовал в написании первой грамматики китайского классического языка 馬氏文通 (1898), основным автором которой называют Цзяньчжуна.

## Источник
- Boorman, Howard L., Richard C. Howard, and Joseph K. H. Cheng, eds. Biographical Dictionary of Republican China. New York: Columbia University Press, 1967.
- Hayhoe, Ruth, and Lu Yongling, eds. Ma Xiangbo and the Mind of Modern China 1840—1939. Armonk, N.Y.: M.E. Sharpe, 1996.